# Romea
M/Y Romea är en superyacht tillverkad av Abeking & Rasmussen i Tyskland. Hon levererades 2015 till sin ägare Aleksandr Nesis, en rysk oligark. Superyachten designades helt av Terence Disdale. Romea är 81,8 meter lång och har en kapacitet upp till tolv passagerare fördelat på sex hytter. Den har en besättning på 23 besättningsmän.
Superyachten kostade $120 miljoner att bygga. Romea är systerfartyg till Grace.